# Phytomyptera palpigera
Phytomyptera palpigera là một loài ruồi trong họ Tachinidae.